# James Bond 007 (gioco di ruolo)
James Bond 007: Role-Playing In Her Majesty's Secret Service fu un gioco di ruolo di spionaggio scritto da Gerard Christopher Klug, con Greg Gorden e Neil Randall, pubblicato dalla Victory Games (una divisione della Avalon Hill) nel 1983, basato sui film e romanzi di James Bond.
Il gioco vinse l'Origins Award 1983 per il miglior regolamento di gioco di ruolo e lo Strategists' Club Award come Outstanding Role-Playing Game nel 1984. e fu il più popolare gioco di ruolo di spionaggio fino al 1987 quando la licenza fu lasciata scadere senza essere rinnovata.

## Ambientazione
I giocatori assumono il ruolo di agenti segreti del MI6, il servizio segreto britannico, o di una delle agenzie alleate (solitamente la CIA) che devono sgominare i piani di dominazione mondiale di dittatori stranieri, megalomani, scienziati pazzi e arcicriminali. I personaggi sono generalmente competenti e più abili dei personaggi non giocanti, equipaggiati con gadget tecnologici (da Q) hanno più punti eroe che gli permettono di compiere imprese eroiche e in generale hanno una grande influenza nel loro ambiente. Il gioco è focalizzato su pochi ruoli principali e non su grandi gruppi ed è adatto a essere giocato anche con solo con un master e un giocatore.
I personaggi dell'universo di Bond, incluso Bond stesso i suoi alleati e i suoi nemici come Anya Amasova, Squalo, Goldfinger, hanno ruoli importanti. Un'eccezione degna di nota è l'organizzazione criminale SPECTRE e il suo leader, Ernst Stavro Blofeld, i cui diritti erano contesi da Kevin McClory, così nel gioco furono rimpiazzati da un'organizzazione simile chiamata T.A.R.O.T. ("Technological Ascension, Revenge, and Organized Terrorism"), con richiami alle carte dei Tarocchi, condotta da Karl Ferenc Skorpios.

## Sistema di gioco
Il regolamento richiede dadi a 6 e 10 facce. Per risolver le azioni si usano generalmente tiri percentuali contro una probabilità di successo (abbreviata in SC, "Success Chance"), che incrociati su una tabella danno un "quality rating" ("valutazione di qualità"). Un tiro basso è buono, un tiro che supera la SC è un fallimento (100 è sempre un fallimento), un tiro inferiore alla SC ma superiore alla sua metà è un successo di qualità "4, accettabile", uno compreso tra un quarto e metà dell'SC un "qualità 3, buono" e tiri inferiori a questo un "qualità 2, molto buono" o anche "qualità 1, eccellente". La qualità di una prova influenza il risultato, per esempio invece di tirare una volta per colpire e una volta per il danno, si tira solo per colpire e la qualità del risultato determina il danno inflitto.
La probabilità di successo è calcolata moltiplicando la probabilità primaria ("Primary Chance") di un'azione per il fattore di facilità ("Ease Factor"). Il fattore di facilità è fissato dal master ed è pari a 5 per la maggior parte delle situazioni e viene modificato verso il basso per azioni più difficili o verso l'alto per quelle più facili, variando in un intervallo compreso tra 1/2 e 10. La probabilità primaria della maggior parte delle azioni è una combinazione di una caratteristica più il livello in un'abilità specifica.
I personaggi sono definiti da cinque caratteristiche (Forza, Destrezza, Forza di Volontà, Percezione e Intelligenza che variano da 5 a 15) comprate alla creazione spendendo punti generazione. I punti rimanenti sono spesi per comprare livelli di abilità e gli aspetti fisici dell'altezza, peso, apparenza (e attrattività). Poiché si suppone che i personaggi siano agenti segreti, avere un aspetto poco appariscente costa più punti, un aspetto molto appariscente fa risaltare il personaggio e gli fa guadagnare "punti fama", il cui effetto è che altre persone, soprattutto gli avversari li notino più facilmente. Ci sono regole opzionali per debolezze (solitamente psicologiche, come "paura di <qualcosa>", "superstizione" o "attratto da membri del sesso opposto", come per Bond) che concedono dei punti generazione alla creazione del personaggio e campi di esperienza che permetto di guadagnare punti generazione simulando una storia passata del personaggio prima che diventi un agente operativo, che costa però in punti fama e in un personaggio più anziano.
Le abilità sono quelle tipiche del genere, come travestimento, usare esplosivi e seduzione. Tutti i personaggi iniziano con livelli di abilità in intenditore, pronto soccorso e fotografia.
I punti esperienza sono assegnati alla fine della missione e sono spesi in maniera simile ai punti generazione con limitazioni sull'imparare nuove abilità o cambiare gli attributi. Possono anche essere spesi per comprare dell'equipaggiamento (requisito dall'ufficio di Q).

### Round di azione
Le inevitabili scene di combattimento e di inseguimento del genere sono gestite in round di azione (action round), ognuno dei quali rappresenta da 3 a 5 secondi di tempo. Tutti i personaggi coinvolti nella scena devono dichiarare la loro azione in ordine inverso di velocità (da 1 a 3 in base alla somma di percezione e destrezza) e quindi eseguirle in ordine di velocità. Quindi i personaggi più veloci hanno il vantaggio di conoscere l'azione che quelli più lenti tenteranno di fare e possono agire prima. La velocità influenza anche il numero di attacchi che un personaggio può fare in un round.
Gli inseguimenti aggiungono una fase di asta: chi fugge e chi insegue scommette abbassando il fattore di difficoltà della manovra di inseguimento, con il vincitore che può scegliere per primo se aumentare o diminuire la distanza, quindi tutte le parti coinvolte tirano contro la difficoltà stabilita.

### Punti eroe
I punti eroe (Hero Point) permettono a un personaggio di compiere azioni improbabili o stunt cinematografici in tema con il genere. I personaggi guadagnano un punto eroe ogni volta che ottengono un successo di qualità 1 con un'azione non di combattimento. Inoltre il master può scegliere di assegnarne uno per azioni particolarmente ingegnose o drammatiche. Un punto eroe può essere speso per cambiare il fattore qualità di un risultato di un livello a favore o sfavore del personaggio, modificare la trama (per esempio far entrare in scena per caso un alleato) — ma più improbabile è la modifica, più alto il costo in punti eroe.
Un sistema simile ma più restrittivo di punti sopravvivenza (Survival Points) si applica ai nemici dei personaggi, ma questi punti possono essere spesi solo per ridurre l'impatto o prevenire le azioni intraprese contro di loro dai personaggi, non come strumento offensivo. Inoltre gli avversari non ottengono nuovi punti sopravvivenza per un'azione riuscita.

## Storia editoriale
Mentre lavoravano ancora per la SPI, Gerry Klug e Robert Kern avevano già discusso della possibilità di scrivere un gioco di ruolo di spionaggio. Qualche tempo dopo la SPI in difficoltà finanziarie venne comprata dalla TSR, ma diversi membri del suo staff, tra cui Klug, accettarono un'offerta della Avalon Hill e formarono la Victory Games, una sussidiaria della Avalon Games con sede a New York. All'epoca la Avalon Hill non aveva ancora prodotto giochi di ruolo e uno dei compiti della nuova divisione fu appunto di occuparsene. L'idea di un gioco fantasy fu scartata nelle prime riunioni e Klug propose lo sviluppo del gioco di ruolo di spionaggio di cui aveva già discusso con Kern, con il titolo provvisorio di License to Kill.
Comunque il responsabile del marketing della Victory Games desiderava puntare su un marchio licenziato e riuscì a stringere un accordo con i detentori dei diritti su James Bond, la Danjaq S.A./EON Productions (che deteneva i diritti cinematografici) e la Glidrose Publications (ora Ian Fleming Publications), che deteneva quelli letterari Klug cominciò a lavorare sul regolamento nell'estate 1982 e chiamò come collaboratore Bob Kern, un altro autore di giochi appassionato della saga: insieme scrissero il regolamento con l'obiettivo di ottenere un compromesso tra il Bond dei romanzi e quello cinematografico, in modo da non scontentare gli appassionati dei racconti piuttosto che quelli dei film.
Il regolamento risultante conteneva molti elementi che pur non essendo novità assolute stavano emergendo in quel periodo, un sistema a punti per la generazione del personaggio, una meccanica unificata per la risoluzione delle azioni e l'idea dei livelli di qualità per le azioni (piuttosto che un semplice riuscito/non riuscito). Complessivamente è un buon regolamento, fedele al genere, con meccaniche veloci e cinematico.
Il regolamento fu presentato alle convention di giochi Gen Con e Origins Game Fair nell'estate del 1983 e messo immediatamente in vendita a settembre. Nel primo anno il gioco vendette più di 100 000 copie e sostituì Top Secret come gioco di ruolo di spionaggio più popolare, nonostante la concorrenza di altri due giochi di ruolo di spionaggio commercializzati nello stesso periodo, Espionage della Hero Games e Mercenaries Spies & Private Eyes della Flying Buffalo, anche se secondo Klug fu merito anche del fascino della marchio "Bond"..
L'Avalon supportò il gioco con diversi supplementi e con articoli sul suo house organ Heroes. I dettagli delle avventure furono cambiati rispetto ai film in modo che i giocatori non potessero basarsi su di essi per risolvere l'avventura. Per esempio nell'avventura basata su Agente 007 - Vivi e lascia morire, i giocatori vengono a sapere che Mr. Big e il Doctor Kanaga sono due persone distinte invece che il Dr Kanaga che si traveste da gangster di New York. La trama di quella basata su Si vive solo due volte è stata in gran parte riscritta per eliminare l'idea di dirottare un satellite, sostituendola con una incentrata su un satellite russo contenente un'arma biologica precipitato vicino al Giappone. Alcune avventure sono invece scritte come seguiti del film su cui sono basate.
Sfruttando il fatto di possedere una tipografia interna l'Avalon pubblicò le regole base e molti supplementi in confezioni in scatola piuttosto che semplici manuali, cosa che era antieconomica per la concorrenza. Queste contenevano oltre all'avventura o al manuale di regole anche materiale aggiuntivo, finti dossier, foto, mappe, ecc... da distribuire ai personaggi. Scelse però di usare carta normale piuttosto che cartoncino rigido per le copertine dei manuali, che così erano molto più fragili. Questo fu causa di lamentele da parte dei giocatori fin dall'inizio.
Ma nel 1987 l'Avalon Hill ebbe problemi nel rinnovare la licenza con la Danjaq, entrambe le parti accusando l'altra di mancanza di volontà nel mantenere l'accordo e l'Avalon Hill cessò le pubblicazioni del gioco, anche se poté continuare a vendere il materiale già stampato. Klug stava preparando un'avventura basata su Una cascata di diamanti, che non fu completata.

### In altre lingue
Nel 1988 è stato tradotto in francese dalla Jeux Descartes, che tradusse diversi manuali e una dozzina di avventure, convertendo quelli originariamente pubblicati in scatola in normali libri. 
Nel 1990 è stato pubblicato in lingua spagnola dalla Joc Internacional, che tradusse anche due avventure. Come per l'edizione francese, fu pubblicato in forma di libro e non in confezione in scatola come l'originale.

## Pubblicazioni
- Gerard Christopher Klug con Greg Gorden e Neil Randall (1983). James Bond 007: Role Playing in Her Majesty's Secret Service. ISBN 0-912515-00-7. Manuale del regolamento, venduto anche in confezione in scatola, con ISBN 0-912515-02-3, che aggiunge i dadi e un blocco di schede del personaggio[10].
- Greg Gorden (1983). Q Manual. ISBN 0-912515-01-5. Manuale che dettaglia le armi speciali e le vetture usate nei film[11].
- (1983). Gamesmaster Pack. ISBN 0-912515-05-8. Materiale di supporto per il master, miniature in cartoncino, schede personaggio, schermo del master, mappa e schede con tabelle di riferimento varie[11].
- Gerard Christopher Kung (1983. For Your Information. ISBN 0-912515-07-4. Confezione in scatola contenente manuale di regole aggiuntive (72 pagine), informazioni sulle agenzie spionistiche reali, un sistema di generazione di avventure, blocco schede per personaggi non giocanti, finti moduli e documenti del MI6.[12].
- Robert Kern (1983). Goldfinger. ISBN 0-912515-03-1. Basato sul romanzo Missione Goldfinger e sul film che ne è stato tratto. Include una busta con un dossier di otto pagine[11].
- Gerard Klug (1983). Octopussy. ISBN 0-912515-04-X. Basato sul film Octopussy - Operazione piovra[11].
- Neil Randall, Gerry Klug (1984). Dr. No. ISBN 0-912515-06-6. Basato sul romanzo Licenza di uccidere e sul film Agente 007 - Licenza di uccidere. Pubblicato in una confezione in scatola, comprende un schermo del master e una busta con un dossier di sette pagine[1].
- Neil Randall (1984).You Only Live Twice (1984), ISBN 0-912515-08-2. Parzialmente basato sul film Agente 007 - Si vive solo due volte[13].
- Gerard Christpher Klug (1984). Live and Let Die. ISBN 0-912515-09-0. Basato sul romanzo Vivi e lascia morire e relativo film Agente 007 - Vivi e lascia morire[11]. Vincitore dell'H.G. Wells Awards 1984 per la migliore avventura[14].
- Robert Kern (1985). Goldfinger II - The Man With The Midas Touch. ISBN 0-912515-12-0. Seguito a all'avventura Goldfinger[11].
- Brian H. Peterson (1985). The Man with the Golden Gun. ISBN 0-912515-13-9. Avventura basata sul film Agente 007 - L'uomo dalla pistola d'oro. Set in scatola contenente una busta con indizi[11].
- Gerard Christpher Klug (1985). A View to a Kill. ISBN 0-912515-35-X. Basato sul film 007 - Bersaglio mobile. Confezione in scatola, contenente busta con indizi[11].
- Raymond Benson e Gerry Klug (1986). You Only Live Twice II: Back of Beyond. ISBN 0-912515-41-4. Seguito di You Only Live Twice[13]. Raymond Benson divenne in seguito l'autore ufficiale dei romanzi di James Bond per la Glidrose Publications.
- Robert Kern (1986). For Your Eyes Only. ISBN 0-912515-43-0. Basato sulla raccolta di racconti Solo per i tuoi occhi e sull'omonimo film
- David Spangler (1987). On Her Majesty's Secret Service. ISBN 0-912515-36-8. Quattro avventure collegate fra di loro da giocare in solitario basate sul Al servizio segreto di sua maestà e sul suo adattamento Agente 007 - Al servizio segreto di Sua Maestà. Confezione in scatola con due libretti (di 84 e 12 pagine), mappa, carte, pedine[11].
- Robert Kern (1985). Thrilling Locations. ISBN 0-912515-10-4. Supplemento che dettaglia i luoghi tipici delle avventure bondiane, hotel e ristoranti di lusso, navi da diporto, casino, l'Orient Express, comprensivo di planimetrie[11].
- Neil Randall (1986). Villains. ISBN 0-912515-11-2. Confezione in scatola con un manuale di 72 pagine che descrive sette avversari e le corrispettive organizzazioni criminali da opporre ai personaggi e un libretto di 32 pagine dedicato allo SMERSH, il controspionaggio russo[11].